# Saint James Paris

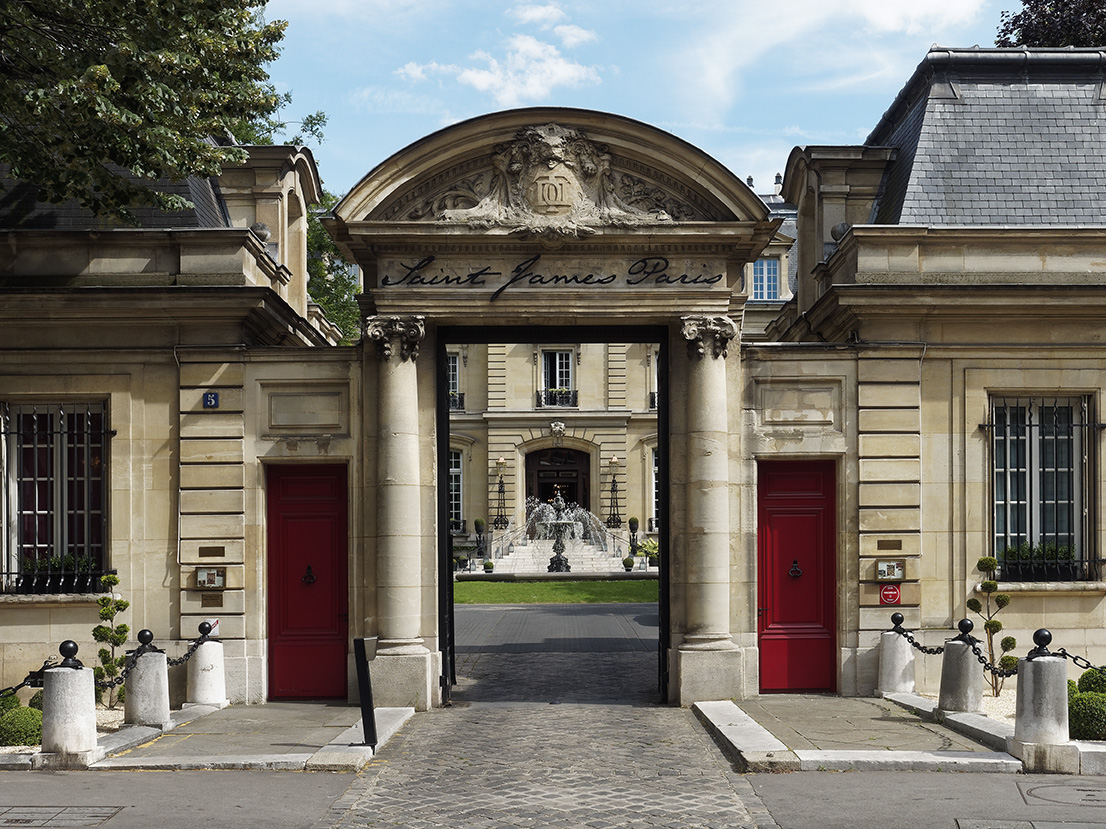
Entrée de l'hôtel au no 5 de la place du Chancelier-Adenauer.

Le Saint James Paris est à la fois un hôtel de luxe membre de Relais & Châteaux et un club privé, situé dans le 16e arrondissement de Paris, 5, place du Chancelier-Adenauer.

## Historique
L'hôtel actuel occupe un hôtel particulier de style néoclassique bâti en 1892 sur l'initiative d'Élise Thiers, veuve d'Adolphe Thiers : celui-ci propose alors des logements à des étudiants méritants Le bâtiment, en lisière du bois de Boulogne entre l'avenue Foch et l'avenue Hubert-Germain, porte Dauphine,, se trouve à l'emplacement du premier aérodrome de Paris, d'où s'envolaient des montgolfières.
En 1986, alors qu'elle abritait auparavant la fondation Thiers (inscription toujours présente sur le fronton), la bâtisse, en mauvais état, est vendue par ses propriétaires, l’Institut de France. L'hôtel particulier devient alors la propriété d'un homme d'affaires britannique, qui en fait un club, le « Saint James », dans la tradition des cercles londoniens, décoré par Andrée Putman. La bibliothèque est remplacée par un bar-bibliothèque. De 1987 à 1989, ce bar-bibliothèque sert de lieu de tournage à l'émission hebdomadaire L'Assiette anglaise présentée par le journaliste Bernard Rapp, diffusée sur Antenne 2.
Au début des années 1990, il est acquis par une famille française (le groupe Bertrand) et transformé en résidence hôtelière : l'actuel Saint James Paris.

## Description
À la fois château-hôtel et club privé, le Saint James Paris a rouvert au printemps 2021 après une rénovation menée par Laura Gonzalez, tandis que les jardins et la terrasse sont réaménagés par Xavier de Chirac,. Laura Gonzalez succède à Bambi Sloan, qui avait redécoré les lieux en 2011.
Il compte aujourd'hui 50 chambres et suites, un restaurant gastronomique, le Bellefeuille, un bar-bibliothèque, un spa Guerlain avec un espace bien-être et une grande terrasse dans les jardins. Dans le bar-bibliothèque fut tournée l'émission télévisée de Bernard Rapp L'Assiette anglaise (1987-1989).
En journée, l'accès à l'établissement est réservé aux membres du Saint James Club et aux personnes séjournant à l'hôtel mais le public peut bénéficier des soins du spa Guerlain sur rendez-vous, et dîner au restaurant du lundi au samedi à partir de 19 h 30, et le dimanche pour le brunch. Le bar-bibliothèque est accessible au public, sans réservation, du lundi au samedi à partir de 19 h.
Des ruches sont installées dans le jardin. Des bicyclettes et des stations de chargement pour véhicules électriques sont à la disposition des clients.
Le Saint James Paris compte six cent cinquante membres. Les formules d'adhésion vont de 1 500 à 5 000 euros par an.
Tout comme le Relais Christine à Saint-Germain des Prés, le Saint James Paris est la propriété de la famille Bertrand.

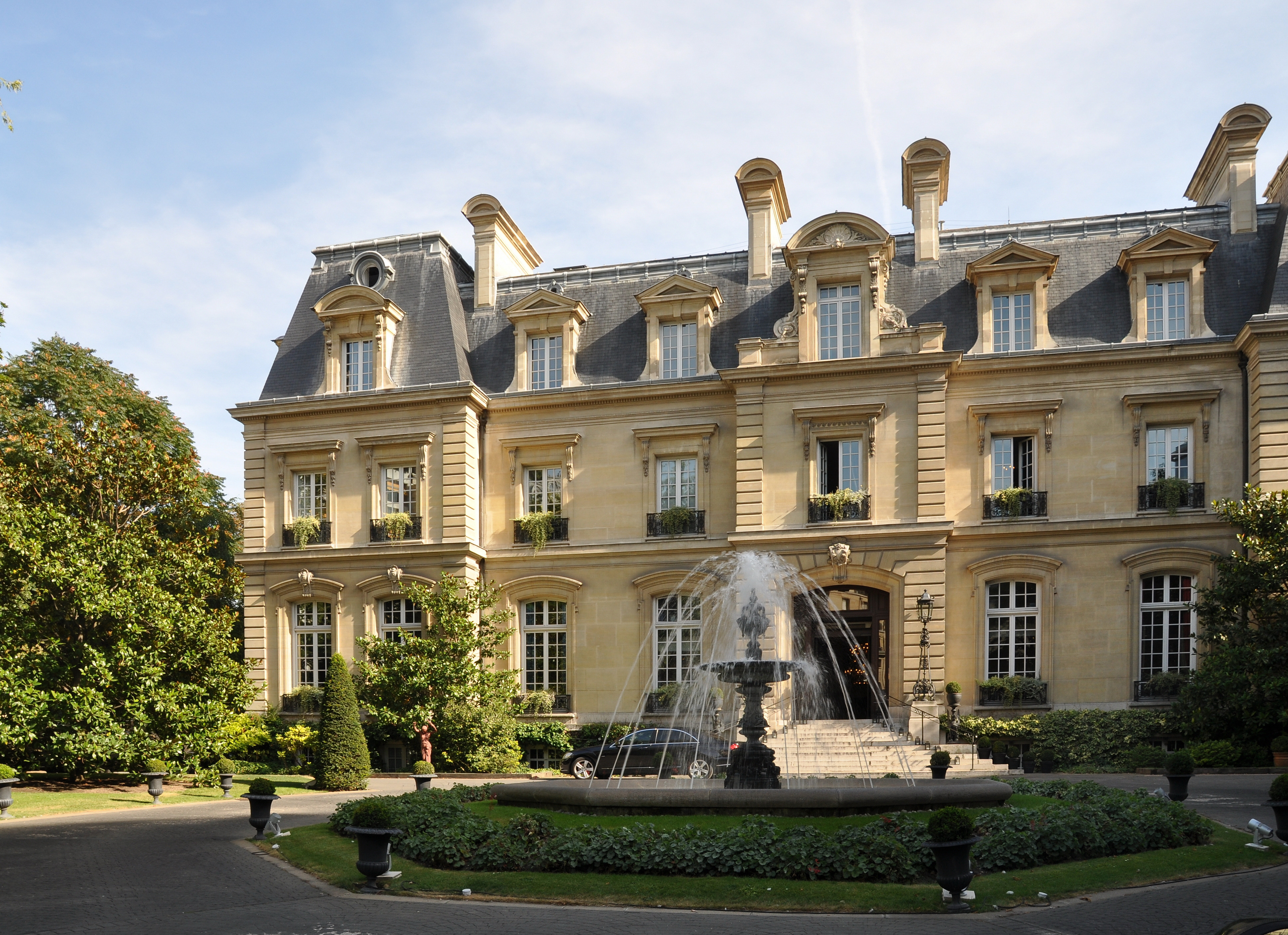
Façade.
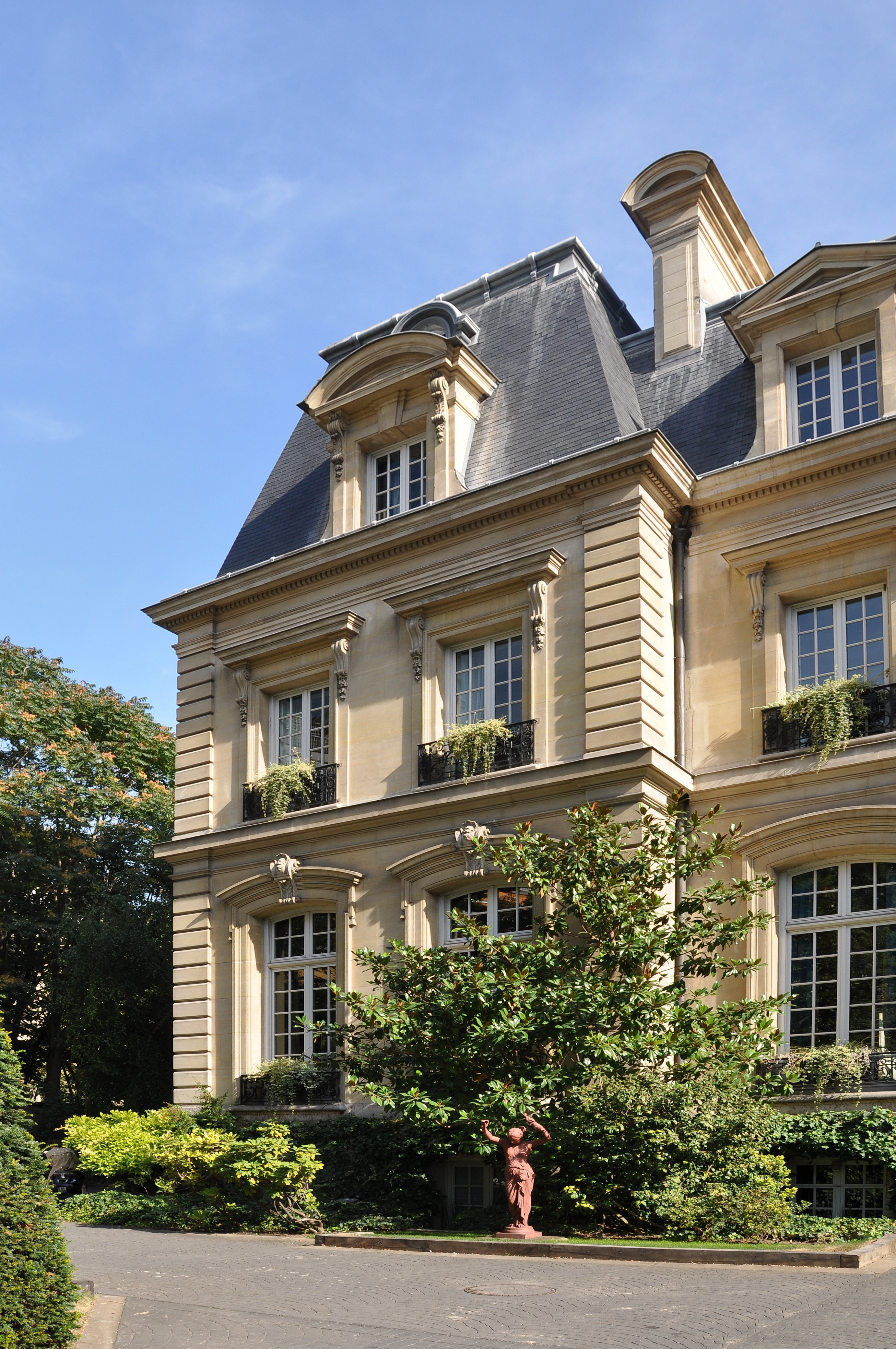
Détail du bâtiment.
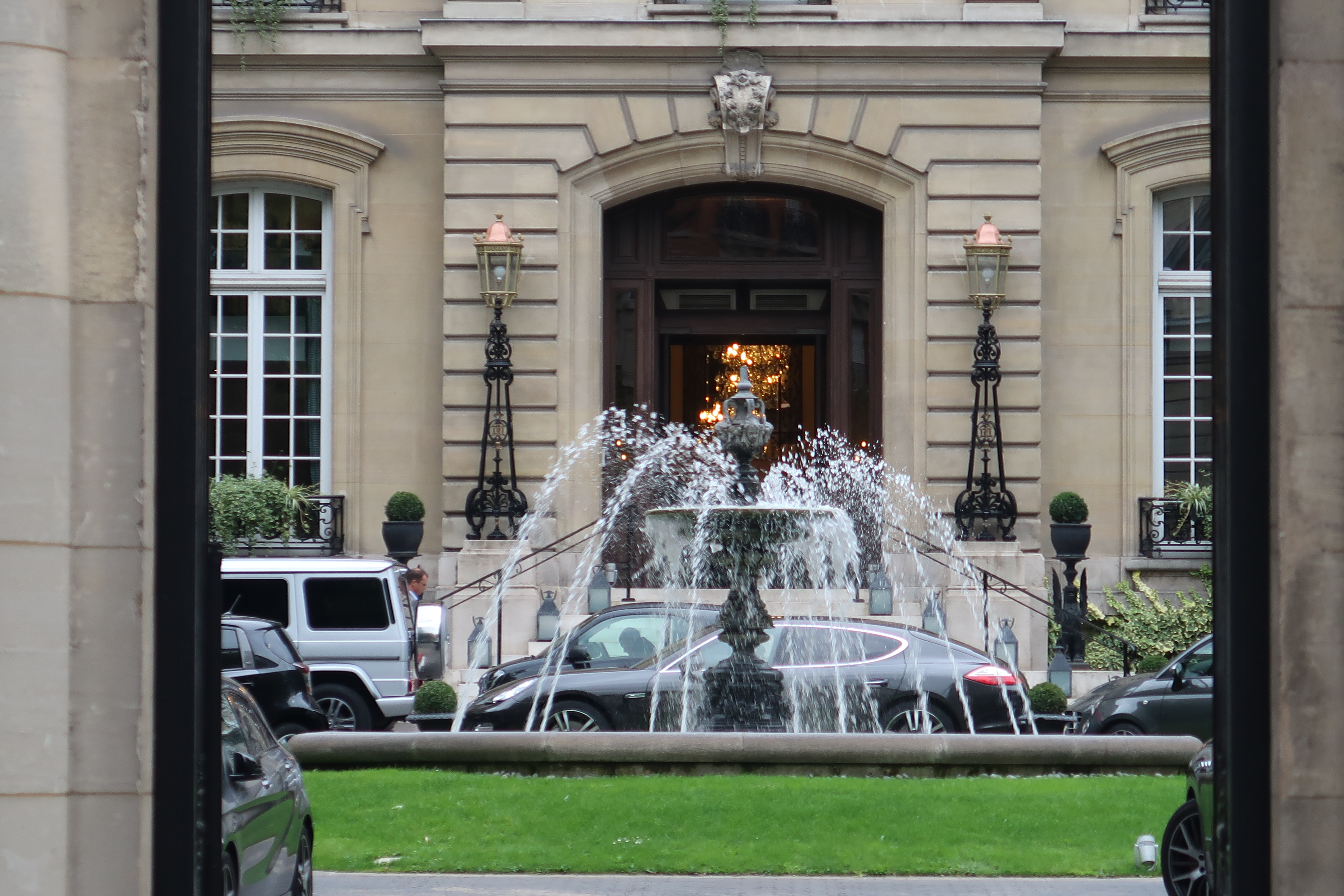
Fontaine.
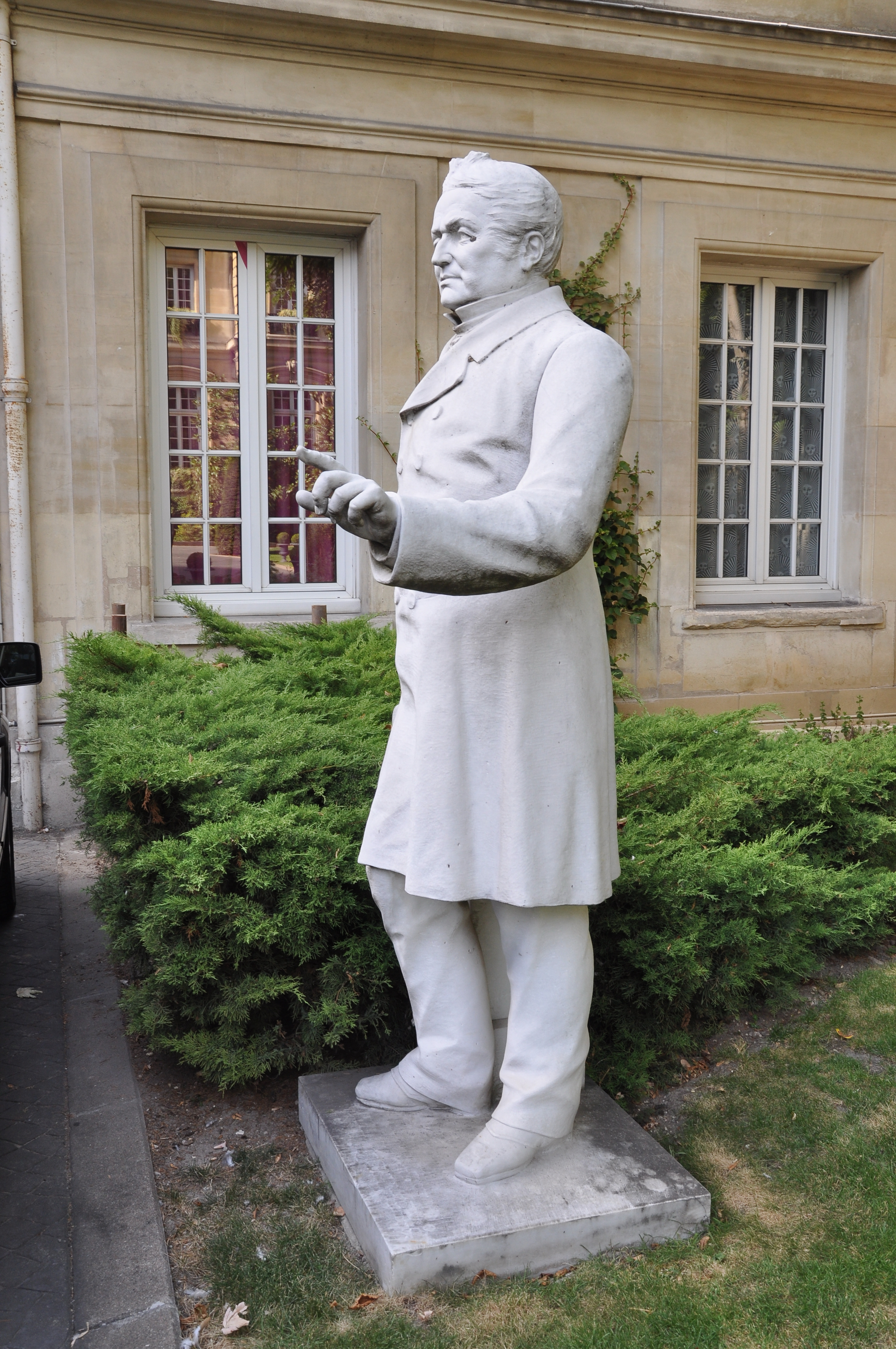
Statue d'Adolphe Thiers dans le jardin.